# هانا بلیک
هانا بلیک (انگلیسی: Hannah Blake؛ زادهٔ ۵ مهٔ ۲۰۰۰) بازیکن فوتبال اهل نیوزیلند است.
وی همچنین در تیم‌های ملی فوتبال New Zealand women's national under-17 football team, New Zealand women's national under-20 football team، و زنان نیوزیلند بازی کرده‌است.